# Rigolette
La rigolette ou Rigolette nantaise est une confiserie élaborée à Nantes, en France. Plus tendre que le berlingot nantais, c'est une coque de sucre cuit renfermant une marmelade de fruit.

## Historique

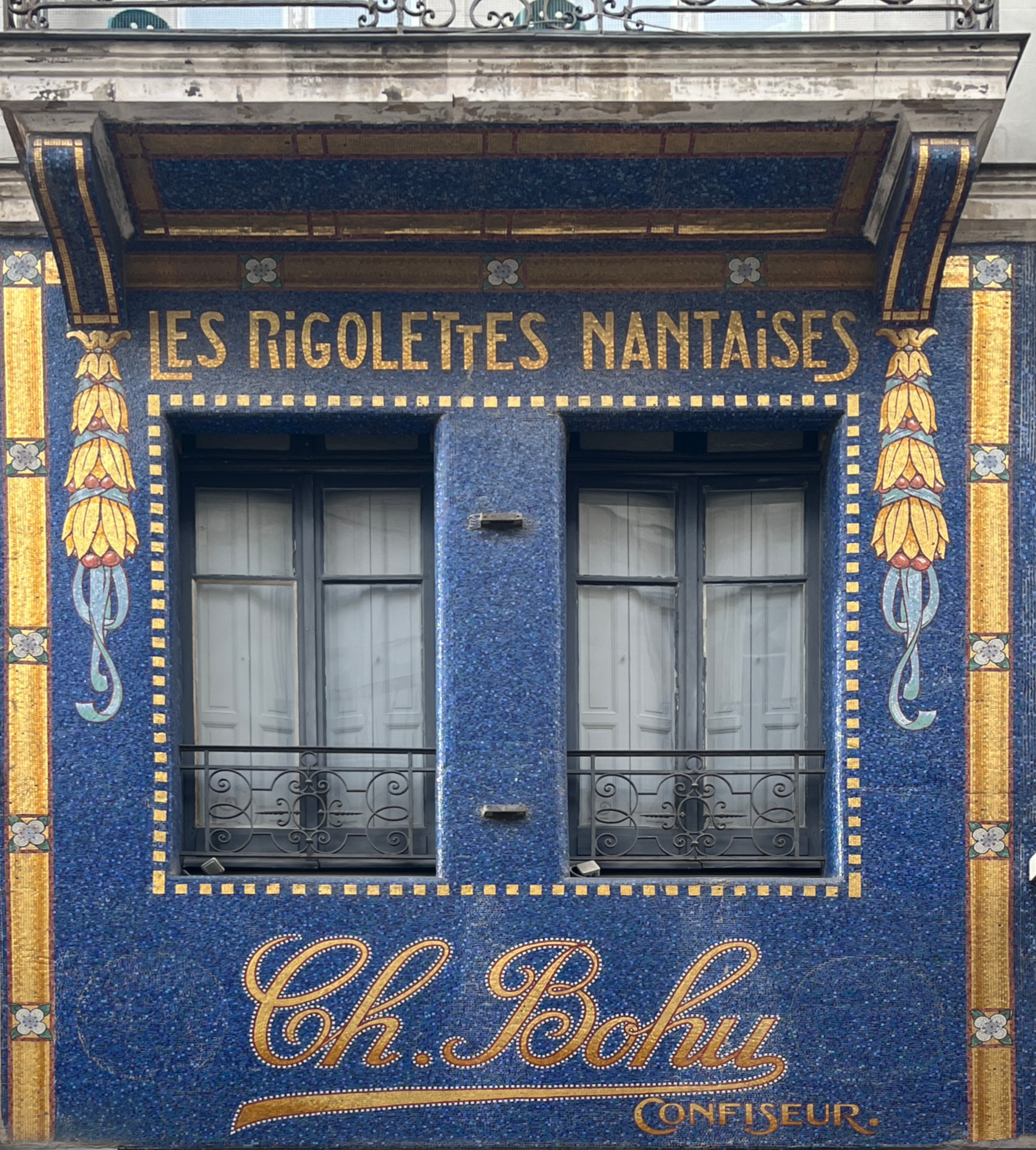
Vignette du premier magasin et usine.

En 1902, l'épicier Charles Bohu a l'idée de commercialiser dans son magasin au no 26 de la rue de la Marne une confiserie plus tendre que le berlingot. Un nouveau bonbon, fait d’une coque de sucre tiré, fourrée d'une confiture de fruits, qu'il baptise « rigolette », du nom de sa chatte facétieuse, lui-même inspiré du bouffon de l'opéra éponyme de Giuseppe Verdi, Rigoletto. 
Le succès de cette friandise onctueuse est tel qu'en 1930 le magasin est transformé en confiserie, avec sa façade de mosaïque bleu et or signée Isidore Odorico, qui fait elle aussi partie du patrimoine nantais.
Ces confiseries ont conservé leur forme originale : une fine coque de sucre garnie de pulpe de fruit givrée, ce qui apporte une certaine douceur à la fois croquante et fondante.

## Aujourd'hui

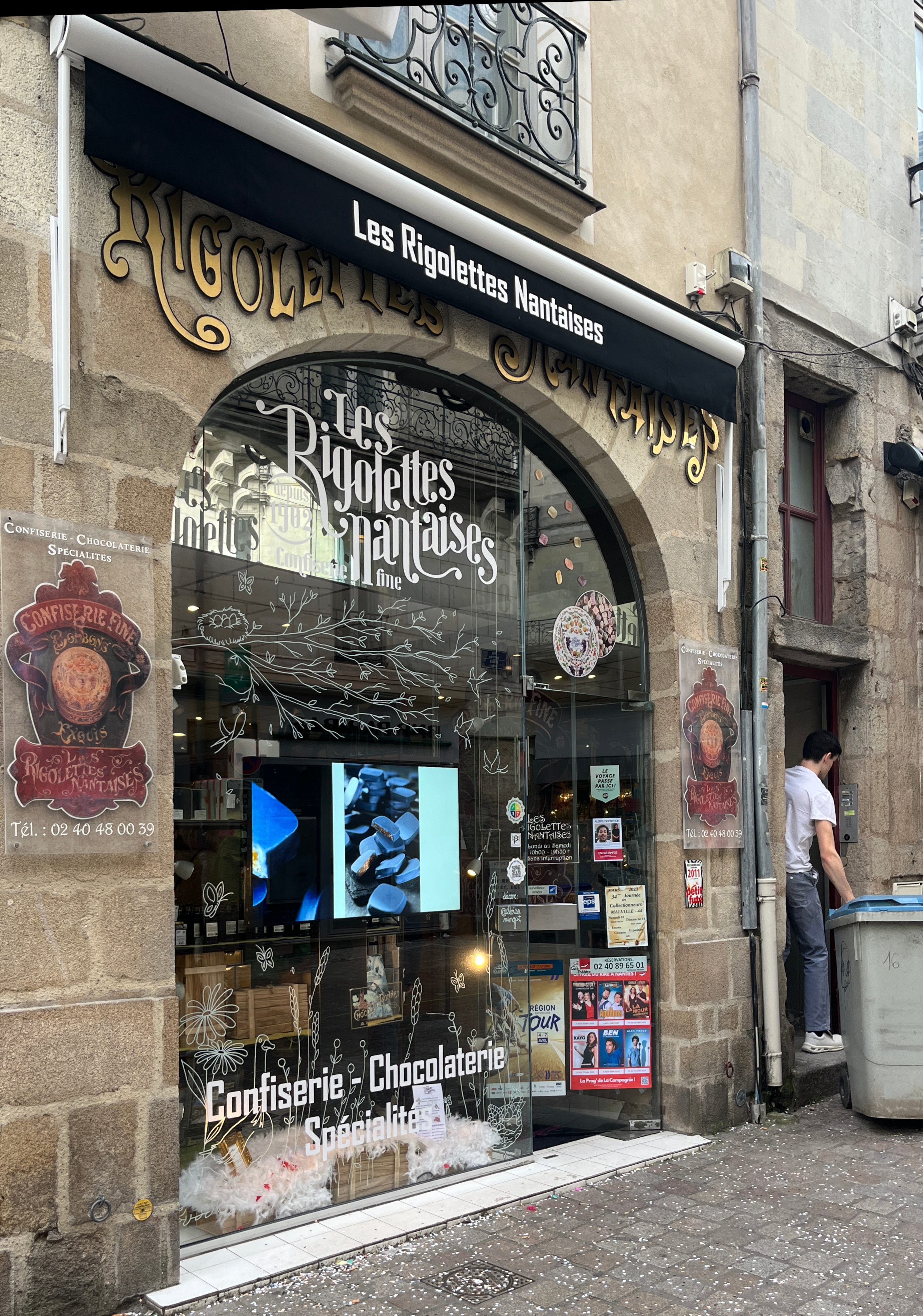
Boutique actuelle des Rigolettes à Nantes.

Les Rigolettes se déclinent en cinq parfums à la véritable pulpe de fruits sélectionnés : ananas, cassis, citron, framboise, mandarine. Mais les Rigolettes Nantaises se dégustent aussi dans leurs nouvelles saveurs fondantes : caramel au beurre salé, chocolat praliné, ainsi que d'autres spécialités de saison.

## Les parfums
- Parfums traditionnels : citron, orange, pomme, cassis
- Chocolat praliné
- Caramel au beurre salé
- Muroise (20 % de pulpe de Muroise)
- Parfums de saison :
  - Hiver : poire, figue, pomme, raisin et marron
  - Ete : pamplemousse, fraise de Plougastel, abricot, groseille, pêche

| Parfums                   | Formats | Poids                     |
| ------------------------- | ------- | ------------------------- |
| Traditionnels             | Sachets | 250 g, 350 g, 1 kg        |
| Traditionnels             | Boites  | 30 g, 230 g, 400 g, 600 g |
| Chocolat praliné          | Sachets | 250 g, 350 g, 1 kg        |
| Chocolat praliné          | Boites  | 30 g, 230 g, 400 g        |
| Caramel au beurre salé    | Sachets | 250 g, 350 g, 500 g, 1 kg |
| Caramel au beurre salé    | Boites  | 350 g                     |
| Parfums de saison (hiver) | Sachets | 250 g, 350 g, 500 g, 1 kg |
| Parfums de saison (hiver) | Boites  | 30 g, 400 g               |
| Parfums de saison (été)   | Sachets | 250 g, 350 g              |
| Muroise                   | Sachets | 250 g, 350 g, 500 g       |